# サーディン
サーディン（英語: sardine）は、ニシン科ニシン亜科のうち、マイワシ類など数属の小魚の総称である。

## 種類
英語で sardine と呼ばれるのは、次の6属である。
- ヤマトミズン属 Amblygaster - ヤマトミズン（英語版） など
- ギンイワシ属 Dussumieria - ギンイワシ など
- エスクアローサ属 Escualosa - ホワイトサーディン（英語版） など
- サルディナ属 Sardina - ニシイワシ（ヨーロッパマイワシ）
- サッパ属 Sardinella - サッパ（ママカリ）、オグロイワシ（英語版）、カタボシイワシ（英語版） など
- マイワシ属 Sardinops - マイワシ など

このうち漁業上重要なのはサルディナ属、サッパ属、マイワシ属である。マイワシ属とサルディナ属はピルチャード pilchard とも呼ぶ。日本での「マイワシ類」に当たる呼び名である。
しばしばイワシと訳されるが、日本ではあまりイワシとはされないサッパ Japanese scaled sardine なども含む。一方、ウルメイワシとカタクチイワシは系統的・分類的に離れているにもかかわらずイワシに含まれるが、サーディンには含まれない。
利用などはイワシと大差ないが、円筒状のイワシとはやや異なる「小さなニシン」のような魚も多い。

## 漁獲
FAO調べ、2005年 。和名と学名は元データから一部修正してある。
| 順位 | 和名                   | 英名                      | 学名                    | 千トン |
| ---- | ---------------------- | ------------------------- | ----------------------- | ------ |
| 11   | ニシイワシ             | European pilchard         | Sardina pilchardus      | 1069   |
| 17   | カリフォルニアマイワシ | South American pilchard   | Sardinops sagax         | 635    |
| 22   | カタボイワシ           | round sardinella          | Sardinella aurita       | 442    |
| 31   | マラバールイワシ       | Indian oil sardine        | Sardinella longiceps    | 370    |
| 48   | ミナミアフリカマイワシ | southern African pilchard | Sardinops ocellatus     | 274    |
| 57   | マイワシ               | Japanese pilchard         | Sardinops melanostictus | 213    |

## 利用

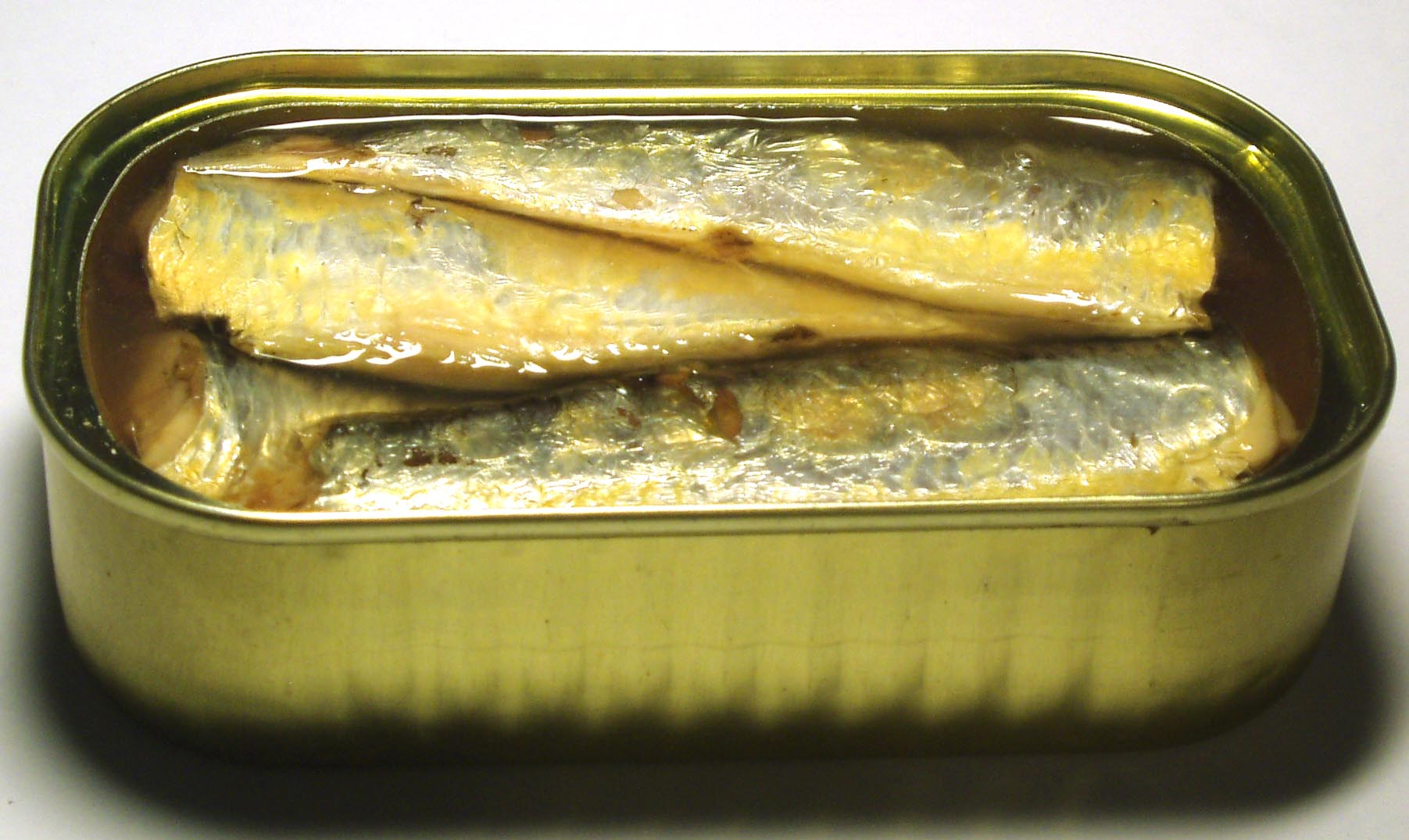
サーディンの油漬缶詰（種不明）

日本のマイワシ同様、食用や、飼料・肥料、魚油の原料などに使われる。
食用の場合、英米では、一尾丸ごとの状態で販売・調理されることは希で、主に缶詰にされる。ただし、サーディンと称して売られている缶詰には、中身がスプラット（Sprattus spp.）やウルメイワシなどのものもある。油漬（オイルサーディン）、トマト煮などの調理が代表的。オイルサーディンは頭と内臓を抜いた鰯を塩水に漬け、拭き取った後、香辛料と共に弱火で油煮した食べ物である。